# César Timo-Iaria
César Timo-Iaria (São Paulo, 25 de julho de 1924 – 27 de junho de 2005) foi um médico, pesquisador e professor universitário. Atuou na área de neurofisiologia, destacando-se na área de eletrofisiologia cerebral.
Grande oficial da Ordem Nacional do Mérito Científico e membro titular da Academia Brasileira de Ciências, César é considerado um dos fundadores da neurociência brasileira, embora relativamente pouco conhecido mesmo no meio acadêmico.

## Biografia
César nasceu na capital paulista, em 1924, filho de imigrantes italianos operários bastante engajados na luta dos trabalhadores. Em 1929, a crise econômica mundial que teve início com a Grande Depressão em 1929 o obrigou a ir trabalhar aos 8 anos. Ainda que fosse alfabetizado em casa pelo pai, César só foi para a escola aos 9 anos.
Foi operário até os 16 anos. Aos 17 anos entrou para a filial de São Paulo do jornal The News, editado no Rio de Janeiro. No auge da Segunda Guerra Mundial, César redigia o noticiário internacional para uma estação de rádio e em 1946 tornou-se revisor e depois supervisor de linguagem do jornal Folha da Manhã.
Por alguns anos, para complementar a renda, César também foi professor de Matemática, Física, Português, Inglês e Francês. Interrompeu os estudos várias vezes ao longo dos anos, sendo que seu sonho inicialmente era ser físico. Mesmo afastado dos estudos, César lia bastante. Em uma dessas interrupções, ele leu a série em dez volumes Science of Life, escrita por H. G. Wells, Julian Huxley e J. P. Wells, o que despertou seu interesse por fisiologia.

## Carreira
Aos 23 anos, César prestou vestibular para medicina pela Universidade Federal de São Paulo, de onde se formou em 1952. Logo após se formar, interessou-se pela área de pesquisa em fisiologia. Começou a atividade docente e de pesquisa a convite do professor Zeferino Vaz, na Faculdade de Medicina de Ribeirão Preto da Universidade de São Paulo, onde defendeu seu doutorado em 1961. Em meados da década de 1950, foi admitido como assistente da cátedra de Fisiologia da Faculdade de Medicina da Universidade de São Paulo, na época regida por Alberto Carvalho da Silva, dedicando-se à neurofisiologia.
Com a reforma universitária ocorrida em 1969, as cadeiras básicas da Faculdade de Medicina da USP foram transferidas para o recém-criado Instituto de Ciências Biomédicas. Neste mesmo ano, foi aprovado como professor titular de fisiologia, dedicando-se integralmente à docência e a pesquisa até sua aposentadoria, ocorrida em 1984. Como professor permissionário, voltou para a Faculdade de Medicina da USP. Formou mais de cem profissionais na área de fisiologia e neurociência, espalhados em várias universidades pelo Brasil e no exterior, com destaque para Miguel Nicolelis.
Entre as descobertas mais relevantes da carreira, destacam-se a de que a glicemia não é regulada pelo balanço passivo glicose-insulina, mas por um sistema neural que se inicia em glicoceptores sensíveis à citoglicopenia, que medem a glicemia continuamente e acaba no fígado. Em experiências com ratos, gatos, cães e humanos, chegou à conclusão de que a fome não é desencadeada pela hipoglicemia mas pelo trabalho metabólico do fígado para impedir que a glicemia baixe em função do consumo.
Em 1963 descobriu que os núcleos da região dorsolateral do tegmento da ponte participam da gênese do sono; todos os especialistas em mecanismos de gênese do sono dessincronizado (fase do sono em que ocorrem os sonhos) trabalham atualmente com esses núcleos. Em 1977 desenvolveu o conceito de que os comportamentos se constituem não só dos componentes motores, mas também dos componentes vegetativos, que são gerados em paralelo com os motores. Esse conceito explica várias situações fisiológicas e patológicas de outro modo quase incompreensíveis.
Em 1970 sistematizou as características eletrofisiológicas do alerta e do sono do rato, que se tornou em seguida o animal de escolha para estudo do sono.

## Morte
César morreu em 27 de junho de 2005, na capital paulista, aos 80 anos, devido à esclerose lateral amiotrófica.

## Obra
Destaca-se em sua produção científica:
- a primeira demonstração experimental de uma substância, ativada por estimulação da área septal, que produz vasodilatação e hipotensão, mais tarde identificada como fator natriurético atrial
- a região do sistema nervoso central em que é gerado o sono, campo em que muitos laboratórios investigam no Brasil e no exterior.
- os mecanismos neurais de regulação da glicemia, originados em três sistemas de glicorreceptores sensíveis à citoglicopenia, situados no fígado, nos núcleos do trato solitário e no fascículo prosencefálico do hipotálamo médio e anterior
- o mecanismo de desencadeamento da fome, que demonstrou ser devido não à hipoglicemia de jejum, que não ocorre de fato, mas sim ao trabalho metabólico do fígado, acionado pelos glicorreceptores sensíveis à citoglicopenia. Essas pesquisas permitiram-lhe enunciar a teoria de que os comportamentos se caracterizam, sob o aspecto de expressão, por componentes motores e por componentes vegetativos
- introdução definitiva do rato como objeto de estudo do sono, hoje preferencial, após descrever minuciosamente em 1970 os estados e as fases do sono desse animal, tema em que pesquisava, abordando as manifestações e a gênese da atividade onírica desse animal
- descoberta de uma região localizada, na borda medial do fascículo prosencefálico medial do hipotálamo médio e posterior do rato, que regula rigidamente o sistema imunológico.

## Livros publicados
- Notas Culturais, Editora Funpec, 2004, ISBN 8587528769
- Investigação Científica na Área Médica, Editora Manole, 2001, ISBN 8520411819